# 小池真理子 (バスケットボール)
小池 真理子（こいけ まりこ、1987年7月23日 - ）は、愛媛県出身の日本の元バスケットボール選手である。ポジションはスモールフォワード。

## 人物
八幡浜高校で本格的にバスケに取り組み、鹿屋体育大学でその才能を開花。4年次にユニバーシアード日本代表に選出される。
卒業後の2010年、トヨタ自動車に入社。2013年引退。
2018年から3x3チームSANKAK.EXEに所属。2019年、TOKYO DIMEに移籍

## 経歴
- 八幡浜高校 - 鹿屋体育大学 - トヨタ自動車（2010年〜2013年）

## 日本代表歴
- 2009ユニバーシアード